# Expulsão dos acadianos

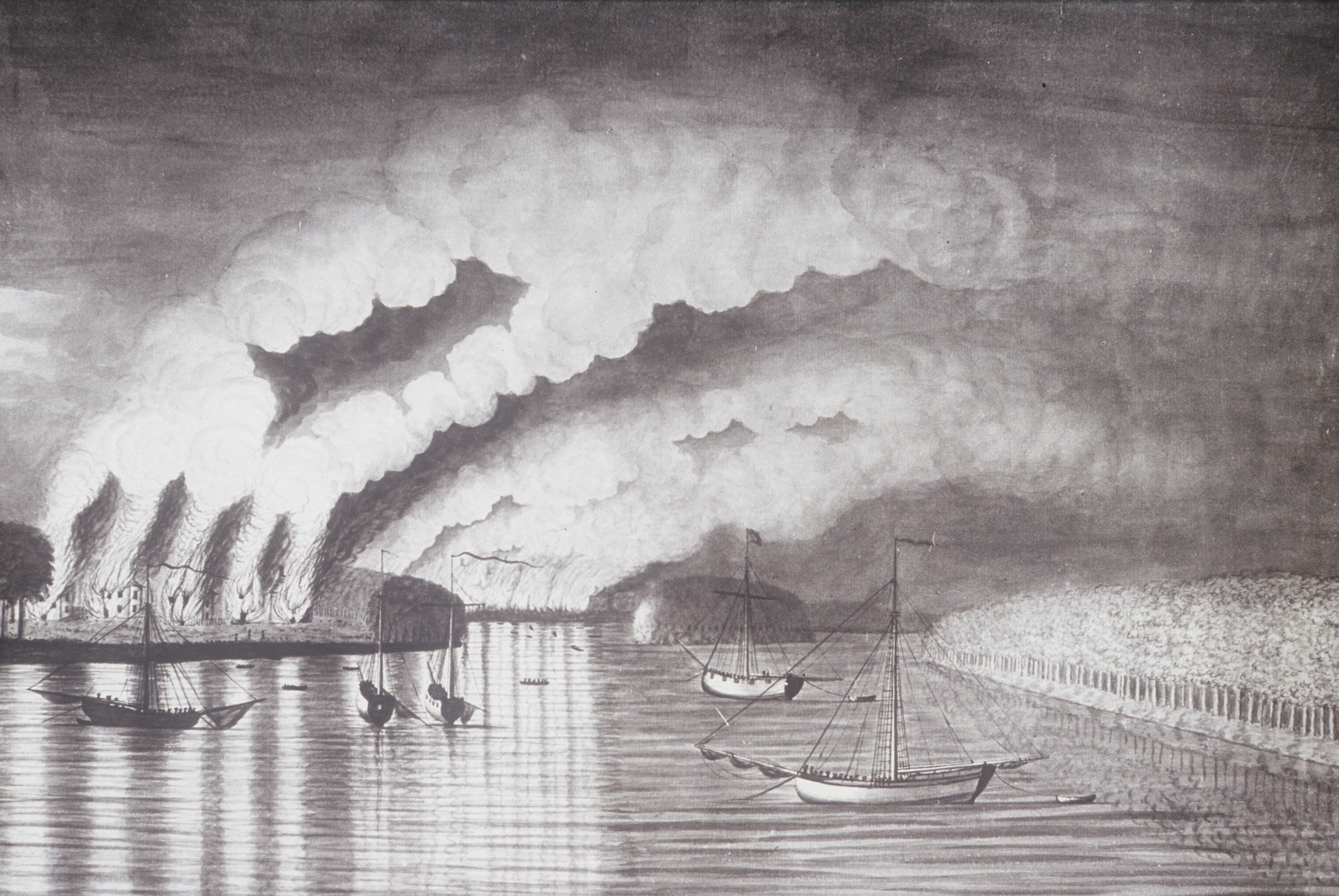
"A View of the Plundering and Burning of the City of Grymross" por Thomas Davies

A Expulsão dos Acadianos, também conhecida como a Grande Revolta, a Grande Expulsão, a Grande Deportação e a Deportação dos Acadianos (francês: Le Grand Dérangement ou Déportation des Acadiens), foi a remoção forçada pelos britânicos do povo Acadiano das atuais províncias marítimas canadenses de Nova Escócia, Novo Brunswick, Ilha do Príncipe Eduardo e norte do Maine - partes de uma área historicamente conhecida como Acádia, causando a morte de milhares de pessoas. A Expulsão (1755–1764) ocorreu durante a Guerra Francesa e Indígena (o teatro norte-americano da Guerra dos Sete Anos) e fez parte da campanha militar britânica contra a Nova França. Os britânicos primeiro deportaram os Acadianos para as Treze Colônias e, depois de 1758, transportaram mais Acadianos para a Grã-Bretanha e França. Ao todo, dos 14 100 Acadêmicos da região, aproximadamente 11 500 Acadêmicos foram deportados. Um censo de 1764 indica que 2 600 Acadianos permaneceram na colônia após terem escapado da captura.
Em 1710, durante a Guerra da Sucessão Espanhola, os britânicos capturaram Port Royal, capital de Acádia, em um cerco. O Tratado de Utrecht de 1713, que encerrou o conflito maior, cedeu a colônia para a Grã-Bretanha, permitindo que os Acadianos mantivessem suas terras. No entanto, os Acadianos estavam relutantes em assinar um juramento incondicional de lealdade à Grã-Bretanha. Nas décadas seguintes, alguns participaram de operações militares francesas contra os britânicos e mantiveram linhas de abastecimento para as fortalezas francesas de Louisbourg e Fort Beauséjour. Como resultado, os britânicos procuraram eliminar qualquer ameaça militar futura representada pelos Acadianos e cortar permanentemente as linhas de abastecimento que forneciam a Louisbourg, removendo-os da área.
Sem fazer distinção entre os acádios neutros e os que resistiram à ocupação de Acádia, o governador britânico Charles Lawrence e o Conselho da Nova Escócia ordenaram que fossem expulsos. Na primeira onda de expulsão, Acadianos foram deportados para outras colônias britânicas da América do Norte. Durante a segunda onda, eles foram deportados para a Grã-Bretanha e França, e de lá um número significativo migrou para a Louisiana espanhola, onde "Acadianos" eventualmente se tornaram "cajuns". Os Acadianos fugiram inicialmente para colônias francófonas como o Canadá, a parte não colonizada do norte de Acádia, Île Saint-Jean, agora Ilha do Príncipe Eduardo e Île Royale, agora Ilha Cape Breton. Durante a segunda onda de expulsão, esses Acadianos foram presos ou deportados.
Junto com os britânicos alcançando seus objetivos militares de derrotar Louisbourg e enfraquecer as milícias Miꞌkmaq e Acadiana, o resultado da Expulsão foi a devastação de uma população principalmente civil e da economia da região. Milhares de Acadianos morreram nas expulsões, principalmente de doenças e afogamento em caso de perda de navios.
Em 11 de julho de 1764, o governo britânico aprovou uma ordem em conselho para permitir que os Acadianos retornassem aos territórios britânicos em pequenos grupos isolados, desde que prestassem um juramento de fidelidade incondicional.
Hoje, os Acadianos vivem principalmente no leste de New Brunswick e em algumas regiões da Ilha do Príncipe Eduardo, Nova Escócia, Quebec e Norte do Maine.
O poeta americano Henry Wadsworth Longfellow comemorou a expulsão no popular poema de 1847, Evangeline, sobre a situação de um personagem fictício, que espalhou a consciência da expulsão.